# Ilybius angustior
Ilybius angustior (лат.) — вид жесткокрылых семейства плавунцов.

## Описание
Жук длиной 8,5-10 мм. Верхняя часть с заметным бронзовым блеском. Образует комплекс близкородственных видов надёжно различающиеся только строение гениталий самцов.

## Распространение
Встречается в Европе, Сибири, Дальнем Востоке, Монголии и Северной Америке.